# Метроном
Метрономът (на гръцки: μέτρον – мярка, на гръцки: νόμος – закон) е уред, с който се отмерват равноделни размери (електронните могат и неравноделни). Патентован е от немския механик, пианист, педагог Йохан Непомук Мелцел (на немски: Johann Nepomuk Mälzel) през 1815 г., като „инструмент/машина за подобряване на цялото музикално изпълнение“.
Използва се главно от музиканти като точен ориентир за темпото при изпълнение на музикално произведение на репетиция.

## Устройство

### Механичен метроном
Механичният метроном обикновено се състои от корпус с пирамидална форма със срязана страна. На този срез се намира махало с тежест. Позицията на тежестта влияе на честотата на ударите на метронома – колкото по-високо е тежестта, толкова по-рядко са ударите, и обратно, колкото тежестта е по-ниско, толкова ударите са по-често. Зад махалото е разположена скала, по която се установява честотата на ударите.

### Електронен метроном
Освен механични има и електронни метрономи. За удобство те често се слагат в общ корпус заедно с тюнера (за настройка на инструменти).

## Употреба
Метрономът може също да се използва по време на физически упражнения, лабораторни изследвания, дори като музикален инструмент („Симфонична поема за 100 метронома“ на Дьорд Лигети, Сюита от музиката към филма „Мъртви души“, 1984 на Алфред Шнитке).
В блокадния Ленинград, когато радиото не работело, в ефира се чувало чукане на метроном: бързо темпо означавало въздушна тревога, а бавно темпо – отбой.